# حوسينو تيوني
حوسينو تيوني (بالفرنسية: Ousseynou Thioune) (16 نوفمبر 1993 بالسنغال - ) هو لاعب كرة قدم سنغالي في مركز الدفاع. شارك مع منتخب السنغال لكرة القدم. أما مع النوادي، فقد لعب مع نادي ديامبارز.

## روابط خارجية
- حوسينو تيوني على موقع قاعدة بيانات كرة القدم.إي يو (الإنجليزية)
- حوسينو تيوني على موقع ناشيونال فوتبول تيمز (الإنجليزية)
- حوسينو تيوني على موقع Soccerway.com (الإنجليزية)
- حوسينو تيوني على موقع عالم كرة القدم.نت (الإنجليزية)